# Temperatura maksymalna
Temperatura maksymalna – najwyższa temperatura powietrza zanotowana na danej stacji lub na danym obszarze w ciągu określonej sesji pomiarowej: doby, miesiąca, roku czy wielolecia. Różnica między tą temperaturą a temperaturą minimalną – to amplituda temperatury powietrza, w zależności od okresu pomiaru; dobowa, miesięczna, roczna lub wieloletnia. Najwyższą temperaturę na świecie zanotowano 10 lipca 1913 w Dolinie Śmierci w Kalifornii; wynosiła ona +56,7 °C. 